# Julia Franz Richter
Julia Franz Richter (Wiener Neustadt, 1991) è un'attrice austriaca, conosciuta in Italia per aver interpretato il ruolo di Alexandra Winkler nella serie tv austriaca del 2017 Spirito libero.

## Filmografia

### Cinema
- L'animale, regia di Katharina Mückstein (2018)
- Proxies and the Past, regia di Benjamin Vornehm - cortometraggio (2019)
- The Diver Inside, regia di Günter Schwaiger (2019)
- Undine - Un amore per sempre (Undine), regia di Christian Petzold (2020)
- Fische, regia di Raphaela Schmid - cortometraggio (2021)
- Rubikon, regia di Magdalena Lauritsch (2022)
- Les Fantômes, regia di Jonathan Millet (2024)

### Televisione
- Tatort – serie TV, 1 episodio (2017)
- Fett und Fett – miniserie TV, episodio 1x05 (2017)
- Spirito libero (Trakehnerblut) – serie TV, 8 episodi (2017)
- Unter Verdacht – serie TV, episodio 1x30 (2019)
- Blind ermittelt – Blutsbande, regia di Jano Ben Chaabane – film TV (2019)
- Gli omicidi del lago (Die Toten vom Bodensee) – serie TV, episodio 1x10 (2020)
- Vier, regia di Marie Kreutzer – film TV (2022)